# 권고
권고(勸告)는 무엇을 하도록 권하는 것을 말한다. 추천(推薦)보다 강한 의미로 쓰이지만 법적 강제력은 없다. 누구나 남에게 권고 또는 권유할 수 있다. 비슷한 단어로 조언(助言)이나 충고(忠告)가 있다. 

## 법에서의 권고
권고권, 즉 남에게 권고를 할 수 있는 권한은 법률에 정해져 있는 경우도 있다. 권고를 발하는 주체가 누구인가, 어떤 상황인가에 따라, 법률상으로는 권고이지만, 사실상으로는 명령이나 강제력이 있는 경우도 있다.

### 행정법
행정청이 행정지도의 일환으로 행하는 권고는 상대방에 대하여 직접 권리를 부여하거나 의무를 부과하지 않는 사실행위의 성격을 갖고 있으나, 개별법률에서 권고의 효력으로 일정한 법적 의무를 결부시키는 경우에는 처분의 성격을 갖는다.

### 국제법
국제법에서는, 유엔 총회 결의는 권고일 뿐이라고 유엔 헌장에 규정되어 있지만, 그것은 성문법의 규정이고, 불문법으로 강제력을 부여하고 있는 추세이다. 즉, 학설과 판례에 의해 유엔 총회 결의가 국제관습법이라고 인정하여, 전 세계 모든 국가에 이 결의 내용을 법률로서 적용시키는 판결이 많이 선고되었다.

## 같이 보기
- 연성법 - 권고로만 구성된 법이다.
- 신사협정 - 법적 구속력이 없는 권고의 하나이다.
- 보복조치 - 법적 구속력이 없는 신사협정을 위반하면 상대국이 취할 수 있다.